# Cargolet de l'illa de Socorro
El cargolet de l'illa de Socorro (Troglodytes sissonii) és un ocell de la família dels troglodítids (Troglodytidae).

## Hàbitat i distribució
Habita els matolls tropicals àrids i zones més humides de l'illa Socorro a l'arxipèlag de Revillagigedo.